# John F. Carroll

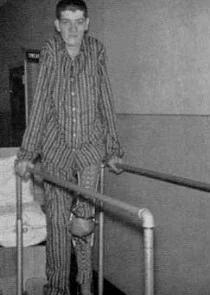
John F. Carroll

John Francis Carroll (* 1932 in Buffalo, New York; † 1969 in Lackawanna, New York) ist bis heute der drittgrößte Mensch der Medizingeschichte.

## Biografie
Er war 264 cm groß, hatte aber eine Stehhöhe von nur 244 cm, da er eine Krümmung an der Wirbelsäule hatte. Im Jahre 1968 schrumpfte er auf 239 cm, weil sich der Zustand seines Rückens verschlechtert hatte. Kurz vor seinem Tod im Jahre 1968 hatte er eine Stehhöhe von 234 cm. Carroll litt unter schwerer Wirbelsäulenverkrümmung (Kyphoskoliose) und Akromegalie-Gigantismus.
Carroll war in Buffalo geboren und auch als „Buffalo-Riese“ in der medizinischen Literatur bekannt. Sein außergewöhnliches Wachstum begann im Alter von 16 Jahren und dauerte bis zu seinem Tod, trotz umfangreicher Behandlungen im Mercy Hospital. Er wurde auf dem Holy Cross Cemetery in Lackawanna beerdigt.